# 숙주나물

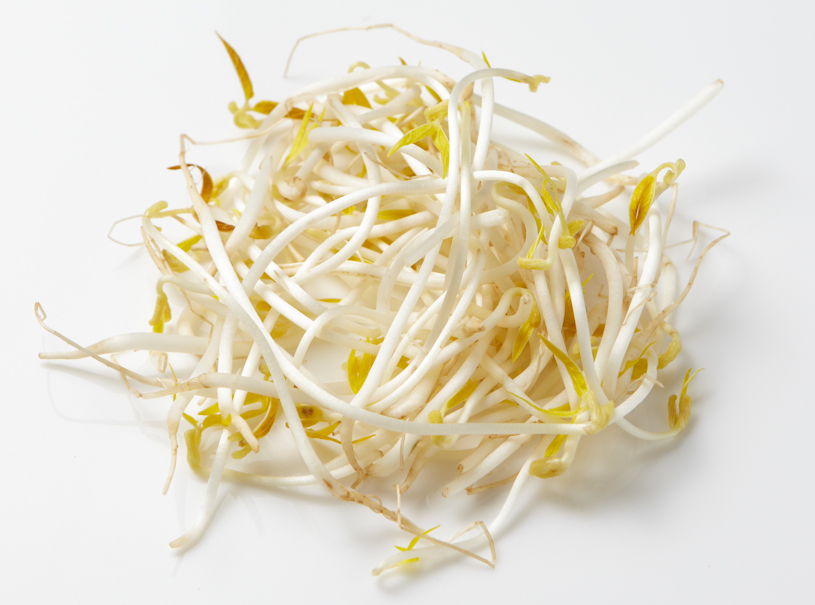
숙주나물

숙주나물은 녹두를 시루 같은 그릇에 담아 물을 주어서 싹을 낸 나물이다. 숙주나 녹두나물(문화어: 록두나물)이라 부르기도 한다. 조선시대 문인 신숙주의 이름에서 따왔다.

## 주요 성분
USDA자료를 보면 숙주나물은 녹두가 발아하는 과정에서 비타민E나 B계열은 2배에서 10배까지 감소하고 비타민C 및 K는 약 3배 증가하는 것으로 알려져 있다.  철분과 카로틴 함량도 낮아지나 높은편이다. 칼로리는 1,452KJ에서 126K로 낮아진다. 한편 콩나물에 함유되어있는 필수아미노산인 아스파라긴산도 역시 함유되어 있다.

## 요리

### 한국
숙주나물을 양념에 무친 반찬은 숙주나물 또는 숙주나물무침이라 부른다.
대표적인 나물 요리로서 한국에서 흔한 반찬 중 하나이며, 비빔밥의 재료로도 쓰인다. 조리 방법은 녹두에 물을 주어 길러서 싹을 낸 숙주나물을 물에 삶는다. 삶아낸 숙주에서 물을 빼고 갖은 양념으로 무치면 완성된다. 양념은 참기름, 간장, 다진 양파, 참깨, 후추, 다진 마늘 등이다. 숙주나물은 만두의 주요 재료이기도 하다.
고려 말기에 원나라에서 들어온 음식으로 알려져 있고, 숙주나물이라는 이름은 조선 초기의 학자인 신숙주에게서 나왔다는 설이 있다. 신숙주가 사육신을 배신하고 수양대군의 편에 섰을 때 사람들은 신숙주를 비판하고 미워했다. 이에 따라 만두소를 만들 때 짓이겨 넣는 녹두나물에 숙주나물이라는 이름을 붙였다는 것이다. 이런 이름이 붙은 이유는 숙주나물이 빨리 상한다는 특성이 변절한 모습을 떠오르게 했다는 이야기도 있다. 참고로 유한양행 설립자 유일한은 미국 유학생 시절 라초이 식품회사를 설립, 숙주나물 통조림을 개발하여 중국계 미국인들에게 판매한 바 있다.

## 같이 보기
- 콩나물
- 시금치
- 고사리